# Bazou
Bazou est un village et une commune de l'ouest Cameroun, en pays bamiléké. C'est aussi l'un des quatre arrondissements du département du Ndé, dans la Région de l'Ouest.

## Géographie
La localité est située sur les rives de la rivière Koffi et desservie par la route départementale D62 à 24 km au sud-ouest du chef-lieu départemental Bangangté. Située dans les hauts plateaux de l'Ouest, l'arrondissement de Bazou couvre une superficie de 249 km². Il est limité au nord par les villages Batchingou, Bamena ; au nord-est par les villages Bangangté, Bahouoc ; à l'ouest et au nord-ouest, par les départements du Haut-Nkam et du Nkam ; à l'est par Bangoulap et Bassamba ; au sud-est par Tonga ; au sud par le département du Nkam.

### Climat
Le climat de l'arrondissement est de type tropical de transition fortement influencé par la topographie ; on y distingue divers micro climats, allant des zones de basses altitudes, à forte pluviométrie, chaudes et humides au sud, aux zones à faible pluviométrie froides et brumeuses au nord.
Le régime pluviométrique de l'Arrondissement est mono-modal, on y distingue une saison sèche de 4 mois de mi-novembre à mi-mars ; une saison des pluies de 8 mois allant de mi-mars à mi-novembre, avec respectivement août et janvier, comme les mois le plus arrosé et le plus sec et chaud. La pluviométrie moyenne annuelle est de 1300 mm ; le nombre de jours de pluie varie selon les années entre 175 et 220. La température moyenne annuelle est comprise entre 15,8 et 24,5 °C, avec des pointes de températures atteignant parfois 37 °C.

### Topographie
Principaux cours d'eau : Makombé (limite sud de la région de l'Ouest), Nkofi, Nkouatchou, alimentés par Menozi, Tsebo. L'Arrondissement de Bazou possède à peu de chose près, les grands types de sol qui caractérisent la zone des hauts plateaux.

## Histoire
Le toponyme Bazou provient de l'expression Baze c'est-à-dire « les marcheurs ». En effet la population a acquis sa position à la suite de longues marches, poussée par les guerres tribales et les poussées migratoires.

## Chefferies traditionnelles
L'arrondissement de Bazou compte trois chefferies traditionnelles de 2e degré reconnues par le ministère de l'administration territoriale  et quatre chefferies au même rang ayant perdu leurs homologations dû à de longues périodes de vacances:
- Chefferie Supérieure Bazou
- Chefferie Supérieure Balengou
- Chefferie Supérieure Bakong
- Chefferie Supérieure Bagnoun
- Chefferie Supérieure Bamaha
- Chefferie Supérieure Botchui
- Chefferie Supérieure Botchinga

### Dynastie

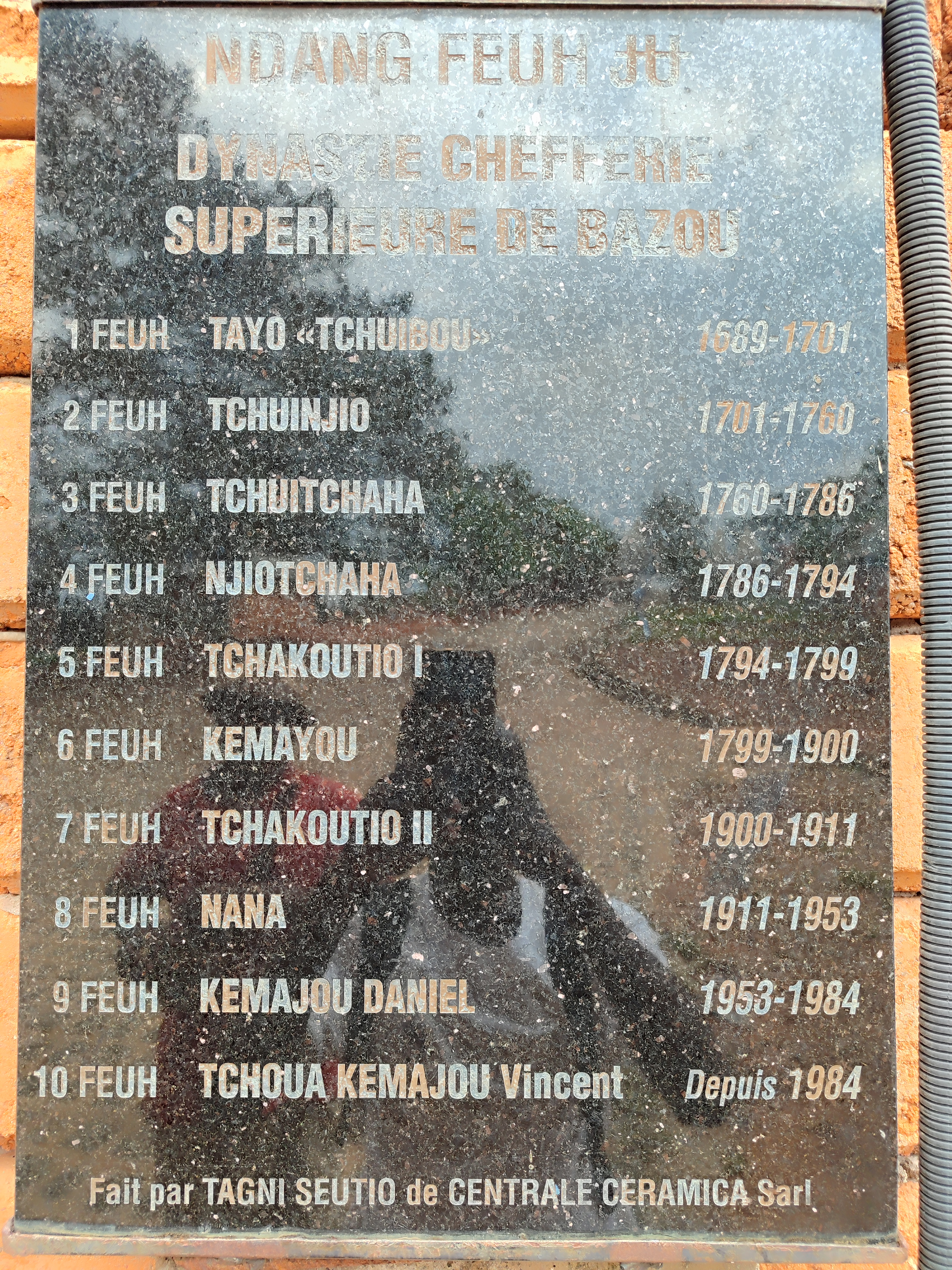
Ce fichier représente la liste des Rois Bazoua à l'Ouest au Cameroun

| No | Identité                   | Période | Période  | Durée   | Étiquette |
| No | Identité                   | Début   | Fin      | Durée   | Étiquette |
| -- | -------------------------- | ------- | -------- | ------- | --------- |
| 1  | Tayo Tchuibou (d)          | 1689    | 1701     | 12 ans  |           |
| 2  | Tchuinjio (d)              | 1701    | 1760     | 59 ans  |           |
| 3  | Tchuitchaha (d)            | 1760    | 1786     | 26 ans  |           |
| 4  | Njiotchaha (d)             | 1786    | 1794     | 8 ans   |           |
| 5  | Tchakoutio I (d)           | 1795    | 1799     | 4 ans   |           |
| 6  | Kemayou (d)                | 1799    | 1900     | 101 ans |           |
| 7  | Tchakoutio II (d)          | 1900    | 1911     | 11 ans  |           |
| 8  | Nana (d)                   | 1911    | 1953     | 42 ans  |           |
| 9  | Kemajou Daniel (d)         | 1953    | 1984     | 31 ans  |           |
| 10 | Tchoua Kamajou Vincent (d) | 1984    | En cours | 41 ans  |           |

## Population
Lors du recensement de 2005, la commune comptait 14 912 habitants, dont 5 923 pour Bazou Ville.
La population est assez hétérogène sur le plan ethnique. On y rencontre des locuteurs de plusieurs langues bamiléké telles que le medumba et le nda-nda.
Bazou est la principale implantation du dialecte bamiléké nda'nda'. La chefferie supérieure de Bazou représente 54 % de la population de l'arrondissement contre 33% et 8 % aux chefferies de Balengou et Bakong respectivement. Les autres chefferies Bagnoun, Bamaha (Bamag) et Botchui ne représentent que 5%.

## Organisation
Outre Bazou proprement dit, la commune comprend les villages suivants la palette des villages de Bazou en fin de page.

## Économie
C'est un arrondissement uniquement agricole :
- cultures vivrières (maïs, haricot, arachide, igname, manioc, patate douce, taro, plantain)
- cultures maraîchères (piment, solanum nigrum, gombo, courge)
- cultures fruitières (kolatiers, safoutiers, avocatiers, manguiers, agrumes)
- cultures de rentes (Café robusta en premier lieu mais aussi cacao, Café arabica,et  palmier à huile)

## Infrastructures

### Le réseau routier
Bazou est relié à l'axe lourd Bafang - Bangangté par une bretelle bitumée de 17 km.
- 17 km de route bitumée (bretelle axe lourd Bangangté - Bafang).
- 46 km de route en terre classée, constitués de deux routes départementales :
- Bazou - Bakong à Bangangté (D68) : 11 km
- Bazou - Tonga (D62) : 35 km
- 148 km de route rurale (10 tronçons de route) : confère liste ci-après.

I - Routes en terre classées 
- Bazou-Bakong Õ Bangangté (D68) 11 km
- Bazou-Tonga (D62) 35 km

II- Routes rurales 
- Bazou-Bassoumdjang 15 km
- Bazou-Bagnoun-Ndionzou 16 km
- Bazou-Ndiptalli-Marché Balengou 20 km
- Bazou-Manga 12 km
- Balengou-Bakong-Limite Ndé 24 km
- Marché Balengou-Batcha par Batchingou 22 km
- Bamena-Batchingou par Houlap 08 km
- Bassamba-Inter D62 11 km
- Bassamba-Badounga 10 km
- Bassamba-Bandjuidjong 10 km

## Culture
La culture dans le village est essentiellement représentée par les danses et rites traditionnels bamilékés. La musique est principalement constituée de Tchitcha' le Mangambeu. Toutefois, les populations sont fortement influencées par les musiques extérieures comme le rap, le R&B. Au début des années 2004, on voit se développer au lycée de Bazou de jeunes talents du rap comme Racyn K-rey, et bien d'autres qui animent les soirées culturelles.
On y trouve aussi, comme dans la plupart des villages bamiléké, le culte des crânes.
À Bazou, on mange du nkui, du koki et du taro comme mets traditionnel.

## Personnalités nées à Bazou
- Ebenezer Kepombia, acteur, réalisateur, scénariste et producteur de cinéma
- Jean-Claude Mbwentchou, ministre de l'habitat et du développement urbain[5]
- Philippe Nkouaya, homme d'affaires et philanthrope
- Daniel Kemajou (1921-1984), homme politique, chef traditionnel et député
- Micheline dzamou femme d'affaires et politique propriétaire de pharmacam
- Jules François famawa homme politique et propriétaire de jff oil station
- Vincent kemajou roi des bazou et homme politique
- Joyskim dawa tchakounté footballeur international Camerounais
- Michel ngapanoun PCA hysacam
- Joseph tchoubet PCA de la microfinance cecic
- Ing. Romaric Njonkep Wandja, Dg NB Group Sarl, Promoteur Culturel - K-Art Comedy